# Magnetické zrcadlo
Magnetické zrcadlo je tvar magnetického pole, který způsobuje odraz nabitých částic, pohybujících se tímto polem. Na principu magnetického zrcadla pracuje řada magnetických nádob, ale je i základem některých přírodních jevů, jako jsou například van Allenovy pásy.
Jako magnetické zrcadlo funguje v magnetickém poli místo, kde roste intenzita magnetického pole.